# Luciana (ort i Spanien, Kastilien-La Mancha, Provincia de Ciudad Real, lat 38,98, long -4,29)
Luciana är en ort i Spanien.   Den ligger i provinsen Provincia de Ciudad Real och regionen Kastilien-La Mancha, i den centrala delen av landet, 170 km söder om huvudstaden Madrid. Luciana ligger 545 meter över havet och antalet invånare är 439.
Terrängen runt Luciana är kuperad åt nordost, men åt sydväst är den platt. Luciana ligger nere i en dal. Runt Luciana är det mycket glesbefolkat, med 5 invånare per kvadratkilometer. Närmaste större samhälle är Piedrabuena, 11,6 km nordost om Luciana. 